# Медіа-упередження
Медіа-упередження (англ. Media bias) — це упередження журналістів та продюсерів новин ЗМІ в частині відбору подій та історій, які будуть висвітлені в сюжетах, та того, як вони будуть висвітлені. Термін «медіа-упередження» стосується всепроникного упередження, яке спотворює стандарти журналізму, а не точку зору окремого журналіста чи статті. Напрямок та ступінь медіа-упередження в різних країнах викликає запеклі дискусії.
Практичні обмеження нейтральності ЗМІ включають нездатність журналістів розповідати про всі наявні історії та факти та вимогу, щоб обрані факти були оформлені у зв'язний текст Вплив державних органів, включно з прямою та непрямою цензурою, визначає медіа-упередження в деяких країнах, наприклад Північній Кореї, Бірмі, Росії, Китаї. На медіа упередження також впливають і ринкові сили — власники медіа-ресурсу, медіа-концентрація на міжнародному та національному рівні, підбір персоналу, вподобання цільової аудиторії та тиск рекламодавців.
Існує ряд міжнародних та національних спостережних організацій та груп, які вивчають та висвітлюють медіа-упередження.

## Типи
Найбільш видимі і часто обговорювані типи медіа-упередження — коли ЗМІ підтримують або принижують певну політичну партію, кандидата, ідеологію, але інші часті типи цього упередження є такі:
- рекламне упередження, коли сюжети обираються або відкидаються для задоволення основних рекламодавців;
- корпоративне упередження, коли сюжети обираються або відкидаються для задоволення власників або керівництва ЗМІ;
- упередження мейнстріму — тенденція висвітлювати те, що висвітлюють всі інші, та уникати сюжетів, які можуть когось образити;
- сенсаціоналізм — упередження на користь виняткового у порівнянні зі звичайним, що створює враження наче рідкісні випадки (напр. падіння літаків — статистично рідкісна подія) є більш звичайними, ніж статистично часті події (напр. автомобільні аварії);
- упередження скорочення — тенденція повідомляти про точки зору, які можуть бути коротко узагальнені, та замовчувати про нетрадиційні точки зору, для пояснення яких потрібен час.

Також формами медіа-упередження є сюжети, які підтримують або принижують певну расу, релігію, вік, сексуальну орієнтацію, етнічну групу або навіть окрему людину.
Стефано Маріо Ріволта зазначає три форми медіа-упередження:
1. упередження вхідного контролю, тобто рішення випустити або приховати сюжет;
2. упередження висвітлення;
3. упередження твердження.

## Вивчення і дослідження упередження в США та Великій Британії
Медіа-упередження вивчається і досліджується в школах журналізму, департаментах університетів (наприклад за напрямками медіазнавство, культурологія та полемологія) та незалежними спостережними організаціями і групами різних кінців політичного спектру. В США, велика кількість цих досліджень фокусується на проблемі консервативно-ліберального балансу в медіа.
Інші фокуси досліджень включають: міжнародні відмінності у підготовці та висвітленні сюжетів; упередження при висвітленні окремих проблем, напр. різних економічних верств чи екологічних інтересів.

## Методи виміру та оцінки
У дослідженні Р. А. Нельсона (2004) зазначається, що існує принаймні 12 методів визначення існування та кількісної оцінки медіа-упередження:
1. дослідження політичних/культурних ставлень журналістів, особливо медіа-еліти, та студентів журфаку;
2. вивчення попередніх професійних зв'язків журналістів;
3. збір цитат, у яких відомі журналісти розмовляють про свої політичні погляди або справжню роль їх професії;
4. комп'ютерне дослідження використання слів та тем для визначення змісту та ярликів.
5. вивчення політик висвітлення новин;
6. порівняння програм новинних та розважальних медіа з програмами політичних кандидатів та інших активістів;
7. аналіз позитивного/негативного висвітлення;
8. огляд персональних демографічних характеристик осіб, що впливають на прийняття рішень у медіа (власники, шеф-редактори тощо);
9. порівняння рекламодавців/рекламного контенту, що впливають на інформаційний/розважальний контент;
10. аналіз впливу на медіа державної пропаганди та PR-індустрії;
11. вивчення використання в медіа експертів, представників тощо у порівнянні з тими, хто не представляє інтереси певних груп, та з тими, хто не був представлений взагалі;
12. дослідження, скільки журналісти отримують від корпорацій та торгових асоціація за виступи перед їх групами, та впливу, який це може чинити на висвітлення ними новин.

## Зусилля по зменшенню упередження
Для уникнення упередження використовується техніка «аргумент/контраргумент» або «круглий стіл», формат, у якому представники протилежних точок зору коментують якесь питання. Цей підхід теоретично сприяє появі в медіа різних точок зору. Однак людина, яка організує таке обговорення, є відповідальною за таку його організацію, щоб обрати людей, які насправді представляють всю широту думок з питання, задавати їм неупереджені запитання та справедливо модерувати або редагувати їхні коментарі. Коли це робиться неправильно, техніка «аргумент/контраргумент» може бути такою ж несправедливою, як і просто упереджений репортаж, наприклад, натякаючи, що сторона, яка «програла», зробила це самостійно, за рахунок власних аргументів.
Використання цього формату також може спричинити звинувачення репортера у створені оманливого враження, що всі точки зори однаково дійсні та ґрунтуються на реальності (це деколи має назву «хибний баланс»). Це може трапитись, коли довкола однієї з точок зору існує табу, або коли один з представників точок зору постійно робить твердження, які легко спростувати.
Іншою технікою для уникнення упередження є розкриття зв'язків, які можуть вважатися можливим конфліктом інтересів. Це особливо важливо, коли агенція новин повідомляє новини, які хоча б певним чином стосуються її, її власників — осіб чи корпорацій. Часто таке розкриття вимагається законами або нормативними актами про акції та цінні папери. Коментатори новин про акції часто зобов'язані розкривати будь-які свої відносини власності у цих корпораціях або їх конкурентах.
В рідкісних випадках, інформаційна агенція може звільнити або перенаправити персонал, який здається упередженим, як наприклад це сталося з американськими журналістами Пітером Арнеттом після інтерв'ю іракській пресі, або (ймовірно) Деном Разером 2004 року.
Крім того, в деяких країнах існують закони, які контролюють баланс у державних ЗМІ. Так з 1991 року підрозділи Сі-Бі-Сі, Канада, підпадають під закон про мовлення, що серед іншого вимагає надання балансу інформації, просвіти та розваг для чоловіків, жінок та дітей всіх віків, інтересів та смаків, а також надавати розумну можливість ознайомлення загалу з усіма думками щодо важливих питань суспільства.

## Історія
Політичне упередження було ознакою ЗМІ з часу їх появи при винаході друкарського верстату. Вартість ранніх засобів друку обмежувала виробництво медіа вузькою кількістю людей, і, за твердженням істориків, видавці часто слугували інтересам могутніх соціальних груп.
Памфлет Джона Мілтона «Ареопагітика, промова щодо свободи неліцензованого друку», надрукований 1644 року, був однією з перших публікацій на захист свободи преси.
У 19 ст. журналісти почати визначати концепцію неупередженого репортажу як важливу частину журналістської етики, що також збіглося і зі зростанням соціального впливу преси. Однак і нині журналісти, навіть найбільш сумлінно об'єктивні, не можуть уникнути звинувачень в упередженості.
Як і газети, засоби медіа мовлення (радіо та телебачення) використовувались як механізм пропаганди з часу їх появи, і в них ця тенденція була більш виражена, адже на початку радіо та телебачення перебували у державній власності відповідної країни. І хоча в процесі дерегуляції медіа в західних країнах більшість з них перейшла в приватні руки, у багатьох інших країнах світу у цьому сегменті ЗМІ значна державна присутність або навіть монополія залишається. З іншого боку, концентрація ЗМІ у приватних власників і часто невеликої їх кількості часто також веде до звинувачень в упередженості.
Існує багато прикладів використання звинувачень в упередженості як засобу політичної боротьби і приводу до цензури з боку держави. Окремі приклади:
- в США 1798 року Конгресом були прийняті чотири закони під спільною назвою «Alien and Sedition Acts», яка забороняли газетам друкувати «тексти хибні, скандальні або зі злим умислом» проти уряду, включно з публічною незгодою з будь-яким законом або декретом президента. Ці закони були чинними до 1801 року[10];
- антисемітські політики США, які хотіли, щоб США увійшло до Другої світової війни на стороні нацистів, стверджували, що міжнародні ЗМІ контролюються євреями і репортажі про знущання нацистів над євреями є упередженими та безпідставними. Вони звинувачували Голлівуд в упередженні на корить євреїв і як начебто доказ наводили такі фільми як «Найвеличніший диктатор» Чарлі Чапліна[11];
- під час профспілкового руху та руху за громадянські права афроамериканців у США, консервативні газети звинувачували газети, що підтримували ліберальні соціальні реформи, у комуністичному упередженні[12][13]. Окремі фільми та телесеріали звинувачували в упередженні на користь змішування рас, і багато таких телевізійних програми, наприклад «I Spy» та «Зоряний шлях», не демонструвались на телеканалах південних штатів США[14] у той період.

Однак аж ніяк не всі звинувачення в упередженості мають політичне підґрунтя. Наприклад, науково-популярний письменник Мартін Гарднер звинуватив розважальні ЗМІ в антинауковому упередженні. Він стверджує, що такі телепрограми і серіали як «Цілком таємно» упереджені на користь забобонів та віри у надприродне. А американський «Competitive Enterprise Institute», заснований бізнесами, звинувачує ЗМІ в упередженості на користь науки та на шкоду бізнес-інтересам, і занадто довірливих репортажах про наукові докази, метою яких є показати, що парникові гази викликають глобальне потепління.

## Роль мови
Мас-медіа, незважаючи на свою здатність бути поширеними у всьому світі, обмежені у перетині етнічних кордонів однією простою рисою — мовою. Етнічності, яка більшою мірою створюється поєднанням географії, мови, культури, генів, та усталеній точці зору може бути протиставлене спільне джерело інформації. Тому саме мова, за відсутності перекладу, є бар'єром для існування світової спільноти обговорення та обміну думками; але так само правдою є що у будь-якому суспільстві ЗМІ можуть бути розподілені за класами, політичними чи релігійними поглядами. Більш того, якщо мова перекладається, перекладач може зсунути упередження (збільшити/зменшити/перенаправити тощо) обранням конкретних слів для перекладу.
В ЗМІ мова також може вважатися політичним фактором, особливо у суспільстві, члени якого розмовляють багатьма мовами. Вибір мови для ЗМІ може бути упередженням на користь групи, яка найбільше розмовляє цією мовою, та обмежити участь тих, хто цією мовою не розмовляє. З іншого боку, існують і спроби використати ЗМІ спільною мовою, щоб досягти широкої, географічно розкиданої аудиторії, напр. використання арабської мови на каналі Аль-Джазіра.
Мова також може створити більш приховану форму упередження. Шляхом підбору метафор та аналогій або включення особистої інформації у одній ситуації, але не в іншій, може створюватися, наприклад, гендерне упередження. Використання слова з позитивним або негативним значенням/наголосом замість більш нейтрального синоніма може сформувати упереджену картину в уяві аудиторії. Наприклад, є різниця у тоні новин, коли одна й та сама група людей в різних ЗМІ називається «терористами» або «бійцями за свободу» або «інсургентами».

## Національна та етнічна точки зору
Багато інформаційних ЗМІ відображають (або сприймаються такими, що якимсь чином відображають) точку зору тієї географічної, етнічної чи національної популяції, яка є їхнім основним глядачем. ЗМІ певної країни часто сприймаються як такі, що лестять або не критикують державні органи цієї країни.
Західні ЗМІ решта світу (особливо Східна Європа, Азія, Африка та Близький Схід) часто критикує за надмірну прозахідність у цілому ряді політичних, культурних та економічних питань. Аль-Джазіра часто зазнає критики і від Заходу, і від Арабського світу.
Висвітлення арабо-ізраїльського конфлікту є особливо суперечливим і майже будь-яка новина чи репортаж з цього питання викликає звинувачення в упередженні від однієї або і від обох сторін (Тут детальніше).

## Англофонне упередження у світових ЗМІ
За спостереженнями, основні світові постачальники новин, інформаційні агенції та основні покупці новин є англофонними корпораціями, і це зумовлює англофонне упередження при відборі та описі подій. Переважають англофонні визначення того, що є новинами; новини, які подаються, походять з англофонних столиць і в першу чергу відповідають їх власним багатим місцевим ринкам.
Незважаючи на існування численних інформаційних агенцій, більшість новин, які щоденно публікують або показують у світі, походить лише з декількох головних агенцій, трьома найбільшими з яких є Associated Press, Reuters та Agence France-Presse. І хоча ці агенції є глобальними щодо їх присутності, у них залишилась значна залежність з певними націями, зокрема Францією (AFP), США (AP) та Великою Британією (Reuters). Існує думка, що ці глобальні медіа є агентами англофонних цінностей, які надають перевагу «конкурентному індивідуалізму, laissez-faire капіталізму, парламентській демократії та консьюмеризму».

## Релігійне упередження
Медіа часто звинувачують у існування упередження на користь або проти певної релігії. У деяких країнах дозволяються лише сюжети, схвалені певною релігією; в інших країнах зневажливі висловлювання щодо будь-якої системи вірувань вважаються злочинами ненависті та є незаконними.
Наприклад, інформаційні ЗМІ відіграють важливу роль у сприйнятті різних культів (релігійних об'єднань) широким загалом. Медіа-повідомлення про культи значною мірою покладаються на представників поліції та на «експертів» з культів, які зображують участь в них небезпечною та деструктивною, додаючи сенсаційних історій про різні негативні практики, а альтернативні точки зору чи спростування сенсаційних історій отримують дуже мало медіа-уваги. За рядом досліджень, медіа з самого початку зображують культи проблематичними, контроверсійними, та такими, що становлять загрозу, з тенденцією надавати перевагу сенсаційним історіям, а не збалансованому публічному обговоренню.
В 2012 році журналіст «Huffington Post» Жак Берлінербло доводив, що в ЗМІ США секуляризм часто плутають з атеїзмом.

## Інші впливи
Видимі упередження в медіа не завжди є політичними за природою. ЗМІ мають тенденцію звертатись до певної (конкретної) аудиторії, а тому в окремих з них історії, що мають вплив на більшу кількість людей у світовому масштабі, часто отримують менше висвітлення між місцеві історії, такі як стрілянина в місцевій школі, одруження «селебріті», падіння літака, «зникла біла жінка» або схожі шокуючі чи гламурні історії. Наприклад, загибель мільйонів людей в етнічному конфлікті в Африці (геноцид в Руанді) отримало дуже незначне висвітлення поза межами Африки, у тому числі в американських ЗМІ, де загибель 5 людей у стрілянині в місцевій школі аналізувалась дуже детально.
Так само існує упередження у висвітленні спортивних новин і подій на користь команд великих ринків, старіших і більш відомих команд та ліг, команд країни ЗМІ (для міжнародних спортивних подій) та команд з відомими гравцями. Корінь такого упередження в тому, що хоче бачити публіка або яка думка про це продюсерів та видавців.
Упередження присутнє і у випадках, коли присутній конфлікт інтересів, наприклад власники ЗМІ мають інтерес у іншому бізнесі або політичній партії. У ряді країн, у таких випадках законодавчо вимагається повідомляти про конфлікт інтересів.